# Indre Arna
Indre Arna är en tidigare tätort i Bergens kommun i Vestland fylke i västra Norge. Orten ligger cirka 10 kilometer från centrala Bergen och har tidigare definieras av Statistisk sentralbyrå som en egen tätort (norska: tettsted). Sedan 2013 räknas dock bebyggelsen i orten som en del av tätorten Arna. Orten kan också ses som en stadsdel i staden Bergen, där den ingår i den administrativa stadsdelen Arna.
Indre Arna var fram till 1972 centralort i dåvarande Arna kommun.

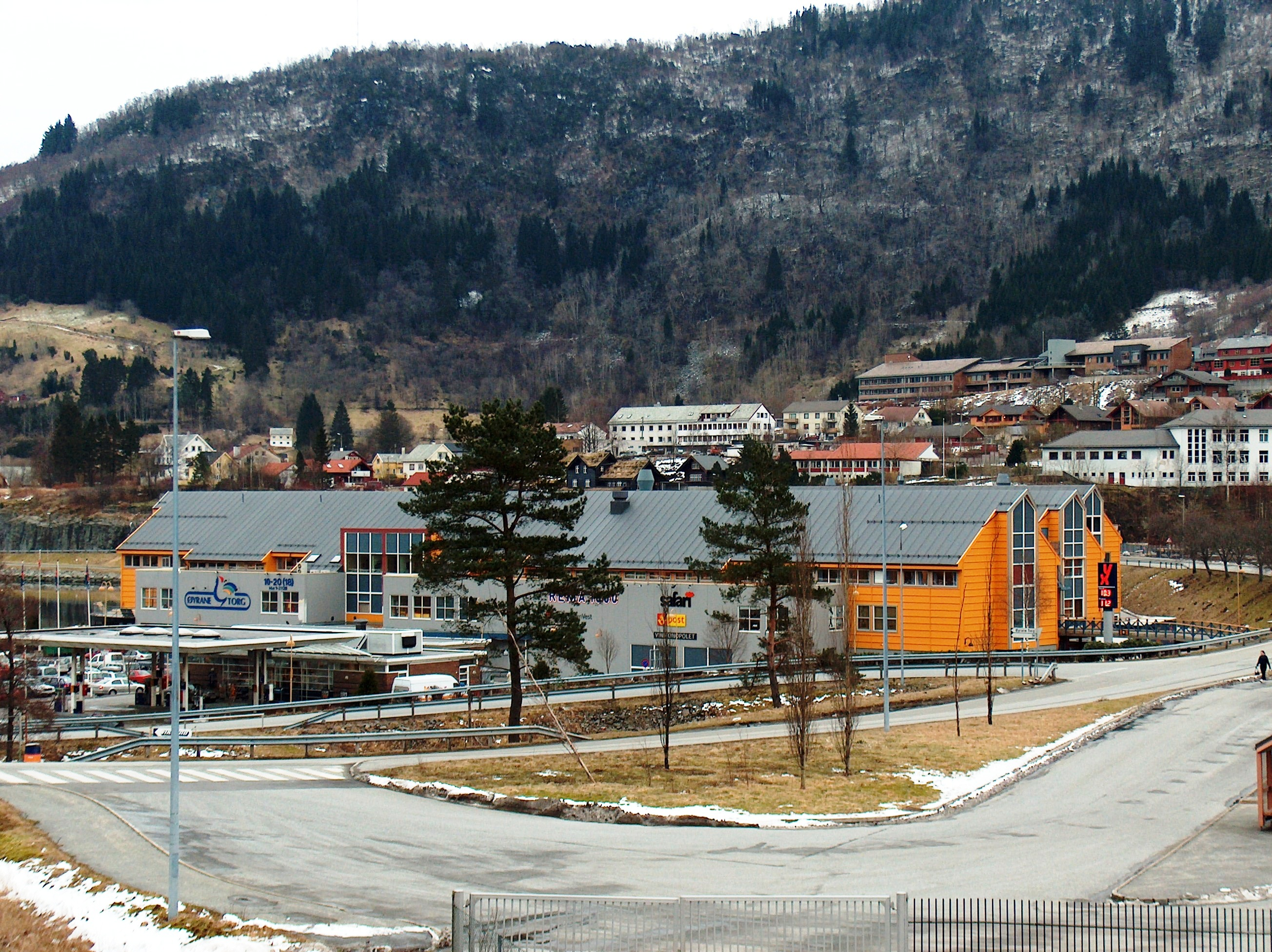
Øyrane torg i Indre Arna.